# Киндлер, Фредерик
Фредерик Киндлер (нем. Frederic Kindler, род. 29 сентября 1998) — немецкий фехтовальщик-саблист, бронзовый призёр чемпионата Европы 2025 года в индивидуальных соревнованиях, бронзовый призёр III Европейских игр 2023 года в командных соревнованиях.

## Биография
В 2023 году Киндлер принял участие в III Европейских играх, которые состоялись в Кракове. 28 июня в составе немецкой четвёрки саблистов Фредерик стал обладателем бронзовой медали Европейских игр.
Его спортивные результаты помогли ему завоевать место в немецкой команде саблистов. Был выбран представлять Германию на чемпионате Европы в Генуе в 2025 году. В индивидуальных соревнованиях саблистов завоевал бронзовую медаль. В полуфинале уступил право фехтовать в решающем поединке сопернику из Франции Реми Гарригу (11:15).